# Gerda Maurus
Gerda Maurus (nacida Gertrud Pfiel) (25 de agosto de 1903 en Breitenfurt-an-Wien, Viena, Niederösterreich- † 31 de julio de 1968 en Düsseldorf) fue una famosa actriz en lengua germánica de notorio estrellato durante la República de Weimar y el Tercer Reich.
Se inició en teatro en Viena a los 15 años, profesión que la llevó a Múnich y Berlín.
Comenzó su carrera cinematográfica a finales de los años 20.
Fritz Lang acostumbraba a buscar rostros desconocidos para sus películas, y le ofreció a Maurus, que hasta entonces sólo tenía experiencia en teatro, un papel principal en Spione (1928).
Durante el rodaje ambos iniciaron una relación sentimental que provocó el final del matrimonio de Lang y su coguionista, la escritora Thea von Harbou.
Al año siguiente, Maurus protagonizaría Frau im Mond (La mujer en la Luna, Fritz Lang, 1928), que, al igual que Spione, era una película muda.
El paso al sonoro no fue un obstáculo en la carrera de Gerda Maurus, y disfrutó éxitos como Schachmatt (1931), Der Draufgänger (1931), Der weisse Dämon/Rauschgift (1932) y Arzt aus Leidenschaft (1936).
Como sucedió con otras estrellas del cine alemán de la época, se la relacionó sentimentalmente con Joseph Goebbels viéndosela en varias ocasiones en su compañía.
Se casó con el director y autor Robert Adolf Stemmle en 1937.
Gerda Maurus murió en Düsseldorf en 1968.